# Songs 2
Songs 2 is het zestiende studiomuziekalbum van de Britse zangeres Judie Tzuke. De liedjes voor dit album schreef ze samen met andere artiesten. De samenstelling van de begeleiding wisselt per track. Was het eerste album haast akoestisch van opzet; met dit album keert ze terug naar haar roots; rockachtige liederen, meer de singer-songwriter kant op.

## Musici
- Judie Tzuke – zang;
- Matthew Racher - slagwerk
- Bob Noble – piano (1)
- Ben Mark – wurly (1); gitaar (2) (8); gitaar / toetsen (9)
- Jolyon Dixon – gitaar (1), (2) (9)
- Paul Muggleton – mandola en castagnetten (1) (7) toetsen (2) (5) ; percussie (8)
- Jamie Sefton – basgitaar (1) (2) (3) (8) (9)
- Mathhew Racher – slagwerk (1) (2) (3) (4) (5) (6) (7) (8) (9) (10)
- Stuart Ross – percussie (2) (9); basgitaar (7)
- Peter Kearns – piano, strijkers, klokken en achtergrondzang (3)
- David P Goodes – alle instrumenten (4) (6) behalve slagwerk; alle instrumenten (5) behalve piano, toetsen en slagwerk; alle instrumenten (7) behalve mandola, basgitaar en slagwerk; alle instrumenten (9) (10)
- Peter Gordeno (5)
- Jamie Norton – toetsen (8)
- Bailey Tzuke – achtergrondzang (10) (11)

## Composities
1. "While She Sleeps" (Judie Tzuke/Ben Mark)
2. "Break Your Skin" (Judie Tzuke/Ben Mark)
3. "Wise Up" (Judie Tzuke/Peter Kearns)
4. "Modified" (Judie Tzuke/David P Goodes)
5. "After The Crash" (Judie Tzuke/David P Goodes)
6. "Boots" (Judie Tzuke/David P Goodes)
7. "Pot Of Gold" (Judie Tzuke/David P Goodes)
8. "Won't Do It Twice" (Judie Tzuke/Jamie Norton)
9. "Faith" (Judie Tzuke/Ben Mark)
10. "What's It All For" (Judie Tzuke/David P Goodes)
11. "You Know Who You Are" (Judie Tzuke/David P Goodes)